# وحدوية صربيا ومونتينيغرو

علم دولة صربيا ومونتينيغرو السابقة، والتي كانت تعرف سابقًا باسم جمهورية يوغوسلافيا الاتحادية من 1992 إلى 2003.

العلم المقترح لصربيا ومونتينيغرو عام 2003. تم تصميمه كمزيج من ظلال الألوان لعلم صربيا ذو ألوان الأحمر والأزرق البحري والأبيض مع ظلال الألوان لعلم الجبل الأسود ذو ألوان الأحمر والأزرق السماوي والأبيض. تم إلغاء الاقتراح بعد عام 2004 عندما تبنت مونتينيغرو علمها الحالي الذي لم يعد ثلاثي الألوان.

علم مونتينيغرو السابق، تم استخدامه رسميًا بين عامي 1994 و2004.

وحدوية صربيا ومونتينيغرو (بالصربية: Српско-црногорски унионизам)‏ هي أيديولوجية سياسية نشأت خلال انتماء مونتينيغرو لجمهورية يوغوسلافيا الاتحادية واتحاد دولة صربيا ومونتينيغرو. إنها تؤيد أن تكون مونتينيغرو في اتحاد سياسي فدرالي مع صربيا وتعارض استقلال مونتينيغرو وانفصالها عن صربيا. تم تحديد العلاقة بين الصرب والمونتينيغريون عمومًا باعتبارها الأكثر ودية بين جميع شعوب يوغوسلافيا السابقة.

## التاريخ
كانت الصداقة بين دولتي مونتينيغرو وصربيا طويلة الأمد. ففي عام 1878، تم الاعتراف رسميًا باستقلال الجبل الأسود وصربيا عن الدولة العثمانية من قبل الأتراك العثمانيين. تقاسم الكيانان منذ ذلك الحين جميع الخبرات الأساسية؛ قاتلوا كجزء من اتحاد البلقان عندما يتعلق الأمر بإزالة العثمانيين من روملي خلال حرب البلقان الأولى، وحاربوا مع بعضهم البعض ضد النمسا-المجر وألمانيا خلال الحرب العالمية الأولى. إن خطط «التوحيد الصربي»، التي سبقت استقلال الدول، تم تنفيذها جزئيًا بعد الحرب. اختتمت جمعية بودغوريتسا (نوفمبر 1918) قرار دمج مملكة مونتينيغرو (إلى جانب دولة السلوفينيين والكروات والصرب) مع مملكة صربيا، تلاها تأسيس مملكة يوغوسلافيا الذي يستثني مملكة بلغاريا من مفهوم الدولة السلافية الجنوبية الموحدة. هكذا تمت إزالة ملكية مونتينيغرو، وبلغت ذروتها مع عملية الضم في انتفاضة عيد الميلاد (1919) التي تظاهر فيها قلة من سكان مونتينيغرو ضد الاستيلاء الصربي.
عندما تم أعيد تأسيس يوغوسلافيا من قبل الشيوعيين اليوغوسلافيين بعد الحرب العالمية الثانية، أصبحت مونتينيغرو جمهورية إلى جانب كيان صربي منخفض الحجم. وحين صوتت الجمهوريات اليوغسلافية الباقية المتبقية لصالح الاستقلال في عامي 1991 و1992، اختارت مونتينيغرو مواصلة الاتحاد مع صربيا ليصبح يوغوسلافيا الاتحادية («صربيا ومونتينيغرو» بعد عام 2003). وبعد عام 1996، عكست مونتينيغرو - بقيادة المتمرّد والوحدوي السابق ميلو جوكانوفيتش - اتجاهها وبدأت في اتخاذ تدابير لإبعاد نفسها داخليًا عن صربيا والتوقف عن دورها داخل الاتحاد. أدى هذا الشعور، الذي نال شعبية بين شعب مونتينيغرو، إلى استفتاء استقلال مونتينيغرو لعام 2006 والذي انتهى بتمرير صعب لموافقة الاستقلال (55.5%، مقابل 55%). وعلى مدار تاريخ مونتينيغرو كوحدة فيدرالية، وحتى اليوم، دعم الجناح السياسي في البلاد الاتحاد السياسي المستمر مع صربيا.

## الأحزاب السياسية في الجبل الأسود التي تدعم الوحدوية
| حاليًا: - ديمقراطية الصرب الجديدة - حزب الشعب الديمقراطي - مونتينيغرو الحقيقية - القائمة الصربية - حزب الوحدة الديمقراطي - حزب الصرب الديمقراطي - حزب الأصوليين الصرب | سابقًا: - حزب الجبل الأسود الديمقراطي الاشتراكي (1991-1997) - الحزب الاشتراكي الشعبي في الجبل الأسود (1997-2006) منحلة: - حزب الشعب (1990-1998, 2000-2019) - حزب الشعب الصربي (1998-2009) - حزب الشعب الاشتراكي في الجبل الأسود (2001-2009) - مركز بوكا الديمقراطي (2008-2017) |  |